# Табмен, Гарриет

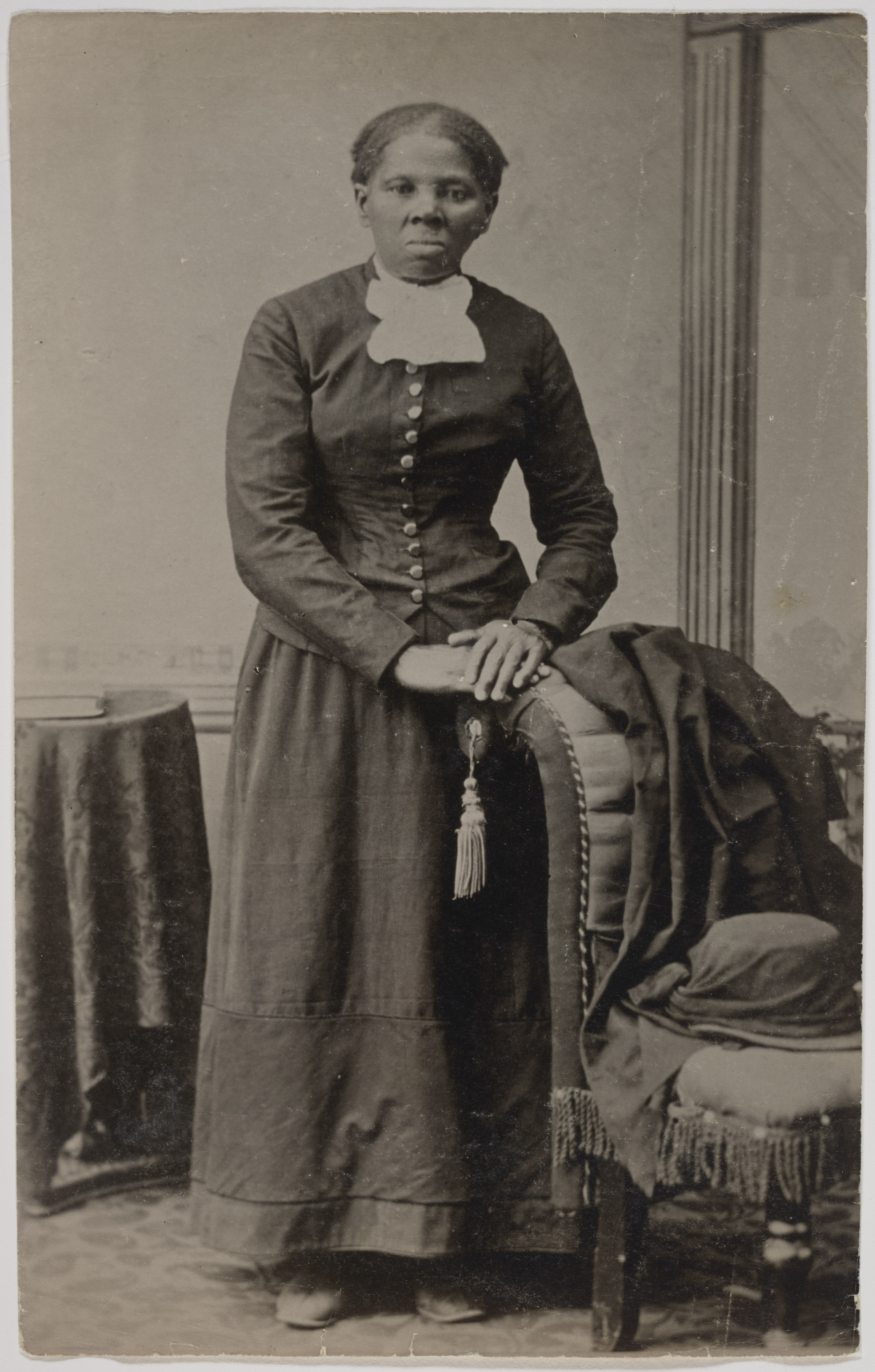
Гарриет Табмен в 1890 г.

Гарриет Табмен (англ. Harriet Tubman, урождённая Араминта Росс (англ. Araminta Ross); родилась предположительно в марте 1822 года, округ Дорчестер, Мэриленд — 10 марта 1913 года, Оберн, штат Нью-Йорк) — американская аболиционистка, борец против рабства и за социальные реформы в США. Сбежав из рабства, она выполнила около 13 миссий по спасению примерно 70 порабощённых людей, включая свою семью и друзей, используя сеть активистов по борьбе с рабством и убежища, известные как Подземная железная дорога. Во время американской гражданской войны она служила разведчиком для армии Союза. В свои более поздние годы Табмен была активисткой движения за избирательное право женщин.
В раннем детстве она получила травму головы, когда разгневанный надсмотрщик бросил тяжёлый металлический груз, целясь в другого раба, но промахнувшись, поразил её. Травма вызвала головокружение, боль и приступы гиперсомнии, которые происходили на протяжении всей её жизни. После травмы Табмен начала испытывать странные видения и яркие сны, которые она приписывала Богу. Эти переживания в сочетании с её методистским воспитанием привели к тому, что она стала искренне религиозной.
В 1849 году Табмен сбежала в Филадельфию, но вскоре после этого вернулась в Мэриленд, чтобы спасти свою семью. Постепенно, по одной группе за раз, она вывозила с собой родственников из штата и в конце концов вывела на свободу десятки других порабощённых людей. Путешествуя ночью и в условиях крайней секретности, Табмен (или «Моисей», как её называли) «никогда не теряла пассажира». После того, как в 1850 году был принят Закон о беглых рабах, она помогла направить беглецов дальше на север, в Британскую Северную Америку (Канаду), и помогла только что освобожденным рабам с работой. Табмен познакомилась с Джоном Брауном в 1858 году и помогла ему спланировать и привлечь сторонников для его рейда 1859 года.
Когда началась гражданская война, Табмен служила в армии Союза сначала поваром и медсестрой, а затем вооружённым разведчиком и шпионом. Первая женщина, возглавившая вооружённую экспедицию на войне, она руководила рейдом на Комбахи-Ферри, который освободил более 700 рабов. После войны она переехала в семейный дом на участке, который приобрела в 1859 году в Оберне, Нью-Йорк, где она заботилась о своих престарелых родителях. Была активна в женском избирательном движении, пока её не настигла болезнь, и её приняли в приют для пожилых афроамериканцев, который она же и основала годами ранее. После смерти в 1913 году она стала образцом мужества в борьбе за свободу.

## Биография

### Жизнь в неволе
Араминта Росс родилась в семье рабов Гарриет Грин и Бена Росса и выросла на ферме в округе Дорчестер, Мэриленд. Была одиннадцатым ребёнком в семье. Уже с 7-летнего возраста работала в качестве прислуги, выполняя различную домашнюю работу и присматривая за хозяйскими детьми на соседних фермах. Затем стала работать на плантации, как и остальная её родня.
В 12-летнем возрасте она получила роковой удар в голову, который беспокоил её всю жизнь и даже провоцировал видения. Она была в магазине, когда белый надсмотрщик потребовал её помощи в избиении беглого раба. Когда она отказалась и встала на пути надсмотрщика, тот метнул в её голову двухфунтовую гирю. От удара Гарриет чуть не погибла. Выздоровление длилось долгие месяцы.
В 24 года она вышла за Джона Табмена, свободного афроамериканца. Но когда она завела разговор о побеге из рабства на север, он даже слышать об этом не хотел. Он сказал, что если она попытается сбежать, он её тут же выдаст. Однако она опасалась, что её продадут в рабство дальше на юг, и когда она всё-таки решила бежать на север в 1849 году, то сделала это со своими братьями Беном и Генри, не сказав мужу ни слова. Первая попытка бегства закончилась провалом: бежавшие вместе с Табмен братья вынудили её вернуться; успешной оказалась только вторая попытка.

### Подземная железная дорога
Сбежав в сентябре 1849 года из неволи в штате Мэриленд на Север, она работала горничной в гостиницах и клубах вначале в Филадельфии (штат Пенсильвания), а позже в Кейп-Мей (Нью-Джерси). Когда в 1851 году Гарриет вернулась к мужу, то обнаружила, что он женился на другой женщине.
Она также включилась в аболиционистское движение, тратя большую часть сбережений на дело искоренения рабовладения. В декабре 1850 года она помогла бежать своей племяннице и её малолетним детям, которых собирались продать на аукционе. К этому времени уже был принят Закон о беглых рабах 1850 года, разрешавший преследование и задержание беглых рабов на территориях, где рабство было уже отменено, что делало деятельность Табмен ещё более рискованной.
Тем не менее с этого момента Гарриет начала совершать свои поездки на юг с целью освобождения рабов. В это время активно участвовала в деятельности Подземной железной дороги, переправлявшей беглых негров из южных штатов на Север или в Канаду. К началу Гражданской войны она освободила своих родных, включая большинство братьев и сестёр.
Когда Гарриет было всего 30, её уже называли «Моисеем» за способность спасать рабов. Всего в 1850-х годах она совершила 19 поездок на Юг, лично освободив более 300 рабов и воодушевив на бегство тысячи. Рабовладельцы обещали крупное денежное вознаграждение за поимку девушки (до 12 тысяч долларов), однако им не удалось схватить ни самой Гарриет, ни её подопечных — по её собственным словам, у неё не было ни одного провала и она «не потеряла ни одного человека».
Её первый биограф Сара Хопкинс Брэдфорд приводила следующие слова Табмен: «Для меня был только такой выбор, на который я имела право: свобода или смерть. Выбор был только такой: или свобода, или смерть. И если бы у меня свободы не было, то у меня было бы другое, то есть никто не поймал бы меня живой. Я буду бороться за свою свободу, пока хватит сил. Я буду бороться за свободу, чего бы мне это ни стоило».

### Джон Браун
В апреле 1858 года познакомилась с другим известным борцом против рабства Джоном Брауном. Она утверждала, что накануне визита Брауна в её дом у неё было пророческое видение во сне. Браун высоко ценил вклад Гарриет, считал её «лучше всех мужчин, что ему доводилось встречать» и обращался к ней не иначе, как «Генерал Табмен». Гарриет разделяла его мнение, что всеобщее освобождение рабов возможно лишь вооружённым путём.
Оставаясь на связи с Брауном, на встрече в Канаде в мае 1858 года узнала о его намерении занять федеральный арсенал в Харперс-Ферри (Западная Вирджиния), после чего помогла ему набирать добровольцев, оружие и деньги для этой цели и составить план. Её осведомлённость о сетях сообщения и снабжения в приграничных с Канадой штатах была для Брауна бесценной.
Предполагалось, что Табмен с подмогой присоединится к рейду Брауна, однако когда осенью 1859 года он со своими людьми рассчитывали начать своё выступление, они не смогли найти контакт с Гарриет. Считается, что она не смогла присоединиться к рейду 16 октября 1859 года из-за тяжёлой болезни (по менее распространённому мнению, она разделяла скепсис аболициониста Фредерика Дугласа касательно действенности плана Брауна или же всё ещё рекрутировала бывших рабов в канадском штате Онтарио). После казни Брауна Табмен говорила, что «Джон Браун не погиб на виселице… Он не был смертным человеком, в нём был Господь» и «своей смертью он сделал больше, чем сотня человек своей жизнью».

### Гражданская война

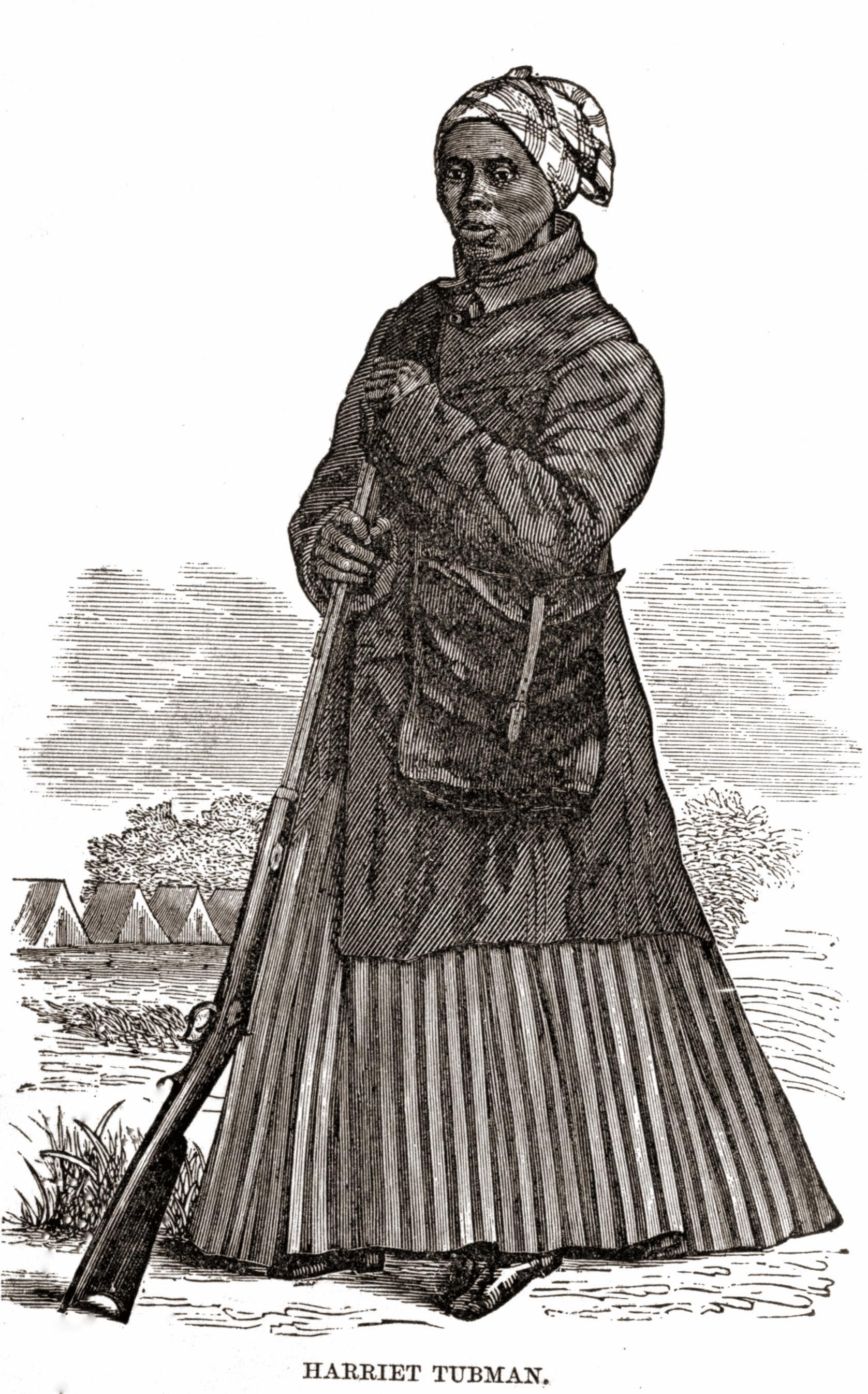
Гравюра с изображением Табмен в форме периода Гражданской войны

В годы Гражданской войны 1861—1865 годов Табмен сражалась в армии северян против рабовладельцев Юга. Была медсестрой и разведчицей. Летом 1863 года участвовала в рейде негритянского партизанского отряда, освободившего 750 рабов.
Она долго пыталась выпросить себе военную пенсию — 1800 долларов в качестве просроченного платежа от федерального правительства, отказавшегося признать её ветеранский статус. Когда в 1899 году Гарриет, наконец, официально вышла на пенсию, то деньги она получила не за свои личные заслуги в войне, а как вдова Нельсона Дэвиса — ветерана гражданской войны, за которого вышла замуж в 1869 году.

### Последующая жизнь

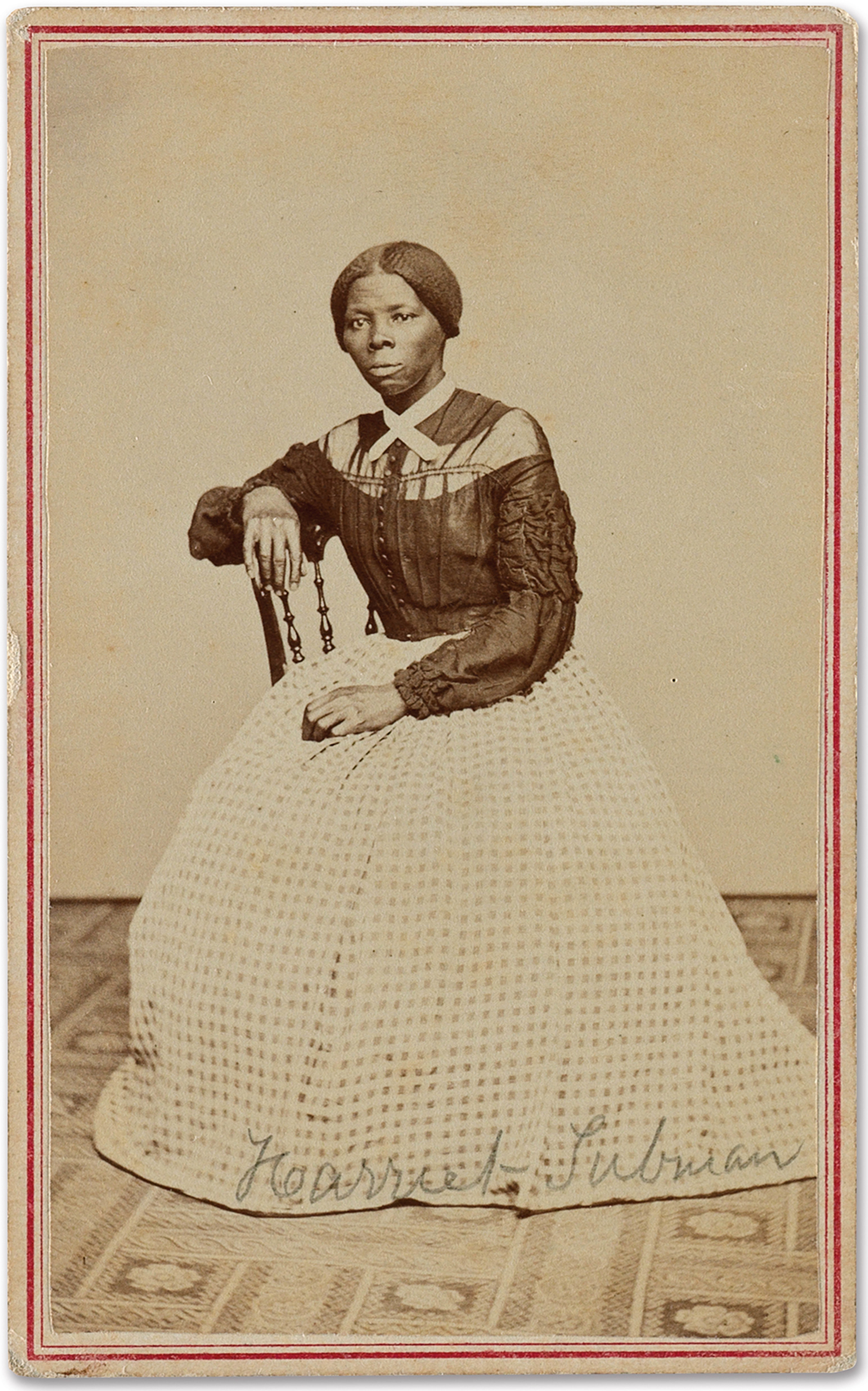
Гарриет Табмен в конце 1860-х годов

После окончания войны Гарриет Табмен прожила ещё более пятидесяти лет, на протяжении которых ей часто приходилось испытывать нужду в попытке прокормить своих родителей и многочисленных родственников, а также большое количество бездомных людей, которые искали приют и пропитание на её ферме в Оберне (штат Нью-Йорк), где она жила с 1857 года. Несмотря на это, она содержала и две школы на Юге для получивших свободу рабов. Дом для нуждавшихся престарелых в Оберне Гарриет смогла открыть лишь после длительной борьбы с местными бюрократами в 1908 году.
После войны Гарриет Табмен продолжала борьбу против угнетения афроамериканцев и за равные права для женщин. Она участвовала в суфражистском движении наряду с Сьюзен Энтони, выступая в Нью-Йорке, Вашингтоне и Бостоне с лекциями, в которых рассказывала о своём примере и вкладе других женщин в победу как свидетельстве равенства мужчин и женщин. Была главной выступающей на первой встрече Федерации афроамериканских женщин в 1896 году.
В 1869 году была опубликована её первая биография «Сцены из жизни Гарриет Табмен» (Scenes in the Life of Harriet Tubman), вышедшая из-под пера Сары Хопкинс Брэдфорд, писавшей детские книги, преподававшей в воскресной школе, собиравшей деньги для семьи Гарриет и читавшей библейские истории её престарелым родителям. В последующих редакциях название было изменено на «Гарриет Табмен — Моисей своего народа» (Harriet Tubman: The Moses of Her People).
В начале XX века престарелая Табмен активно участвовала в жизни Африканской методистской епископальной церкви Сиона.

### Память
10 марта 1913 года в Оберне Гарриет Табмен ушла из жизни, скончавшись от пневмонии в возрасте более 90 лет. Она была похоронена на кладбище Форт-Хилл с воинскими почестями. Год спустя по указанию городских властей открыли мемориальную доску «Памяти Гарриет Табмен».
В 2016 году было принято решение разместить портрет Гарриет Табмен на 20-долларовой банкноте вместо президента Эндрю Джексона, бывшего работорговца и сторонника жёсткой политики против индейского коренного населения. Идея исходила от инициативной группы «Женщины на двадцатидолларовых купюрах» (Women On 20s), ставившей своей целью в 2020 году отметить столетие предоставления женщинам избирательных прав портретом женщины на долларовой купюре. За кандидатуру Табмен проголосовали большинство участников Интернет-опроса, что позволило ей обойти 14 остальных кандидатуры, включая Элеонору Рузвельт, Розу Паркс и первую женщину-вождя чероки Вилму Мэнкиллер. Примечательно, что на банкноте номиналом двадцать долларов уже изображались женщины: богиня Свободы в 1863 году и Покахонтас в 1865 году. Однако в 2019 году изменение дизайна купюры было отложено как минимум до 2028 года, поскольку тогдашний президент Дональд Трамп не был сторонником нововведения. В 2021 году администрация президента США Джозефа Байдена возвратилась к этому плану и стремилась максимально ускорить его.
Две наиболее полные её биографии написаны Кейт Ларсон и Кэтрин Клинтон (Kate Larson and Catherine Clinton).

### В кино
- Гарриет (фильм) — режиссёр Кейси Леммонс, США, 2019 г.
- Вне времени, 9 серия 2 сезона
- Другое время, в нескольких эпизодах 2 сезона